# NGC 4627
NGC 4627 is een elliptisch sterrenstelsel in het sterrenbeeld Jachthonden. Het hemelobject werd op 20 maart 1787 ontdekt door de Duits-Britse astronoom William Herschel.

## Synoniemen
- UGC 7860
- MCG 6-28-19
- ZWG 188.15
- Arp 281
- KUG 1239+328A
- PGC 42620